# Psychosis (album)
Albums de Cavalera Conspiracy
Pandemonium
(2014)
Psychosis est le quatrième album studio du groupe brésilien de heavy metal Cavalera Conspiracy publié le 17 novembre 2017 sur le label Napalm Records.

## Liste des chansons
| No | Titre                            | Durée |
| -- | -------------------------------- | ----- |
| 1. | Insane                           | 3:50  |
| 2. | Terror Tactics                   | 4:57  |
| 3. | Impalement Execution             | 4:25  |
| 4. | Spectral War                     | 5:03  |
| 5. | Crom                             | 5:29  |
| 6. | Hellfire (avec Justin Broadrick) | 3:10  |
| 7. | Judas Pariah                     | 3:52  |
| 8. | Psychosis (instrumental)         | 3:59  |
| 9. | Excruciating (avec Jose Mangin)  | 6:22  |

## Crédits
- Max Cavalera : chant, guitare rythmique
- Igor Cavalera : batterie, percussions
- Marc Rizzo : guitare solo
- Arthur Rizk : producteur, mixeur, ingénieur du son, basse, synthétiseur